# Arch (曲)
日本のインストゥルメンタル・ロックバンド、LITEのシングル作品である。
2011年7月にリリースした3rd Full Album「For all the Innocence」の世界感をよりエレクトロ色とストーリー性を深めた新境地「Arch」をデジタル配信にて、"I Want The Moon"よりリリース。
本作は、アメリカのポスト・ロック・バンド"Mice Parade"、ニューヨークの名門インディー・レーベル"Temporary Residence"よりリリースされているエレクトロニカ・ユニット"CAROLINE"のVocalである沖縄出身の女性シンガー・ソングライター"キャロライン・ラフキン"がゲスト・ヴォーカルとして参加している。
レコーディングは前作のアルバム同様に、BOOM BOOM SATELLITESなどを手掛ける三浦カオル氏を共同プロデューサー、エンジニアに起用。アルバムで導入されたシンセサイザーやサンプリング・サウンドが、エレクトロニカな要素を強め、バンドサウンドと完全融合を果たす事に成功。そしてジャンルを超えた進化をたどりつづけるLITEが、初のヴォーカリストをゲストに迎え、インストゥルメンタル・バンドとしての枠を超えた新たなサウンドの幕開けとなる作品となっている。

## 収録曲
1. arch
2. before dark